# 乔纳森·拉米斯
乔纳森·拉米斯（Jonathan Raphael Ramis Persincula，1989年11月6日—），是乌拉圭职业足球运动员，司职边锋，目前效力于中超球队南昌衡源。

## 职业生涯
拉米斯在乌拉圭国内球队佩那罗尔出道，2010年1月曾经被短暂租借到西班牙乙级联赛球队加的斯半个赛季。
2011年1月，拉米斯租借加盟中超球队南昌衡源。